# 山形県立長井高等学校
山形県立長井高等学校（やまがたけんりつ ながいこうとうがっこう）は、山形県長井市四ツ谷二丁目にある県立高等学校。略称は長高。

## 概要
部活動が盛んで、毎年240名以上の選手が高校総体に出場している。山形県内でトップクラスの参加人数である。

また、置賜地方では山形県立米沢興譲館高等学校に次ぐ進学校でもある。

## 沿革

### 経緯
山形県立長井中学校を前身とする高等学校。1950年中頃に行われた学校編成替で統廃合が行われた。

### 年表
- 1920年2月27日 - 山形県立長井中学校設立。生徒定員450人
- 1920年4月15日 - 本校創立開校式
- 1925年4月15日 - 校章改定
- 1928年10月3日 - 校歌制定
- 1948年4月1日  - 山形県立長井第一高等学校と改称、男女共学を実施。生徒定員600人
- 1950年4月1日  - 学校編成替により本校及び県立長井第二高等学校を統合。校名を山形県立長井高等学校と称する。生徒定員全日制1050人、定時制500人
- 1955年4月1日  - 再度の学校編成替により山形県立長井南高等学校と改称。全日制定員600人（統合を分離し長井北高等学校新設）
- 1956年5月15日 - 創立記念式制定
- 1964年4月1日  - 再々度の学校編成替により両校統合し、山形県立長井高等学校となる
- 1970年9月15日~9月19日- 創立五十周年記念行事ならびに創立記念式
- 1980年6月7日  - 鷹桜会館竣工

## 教育方針

### 教育目標
1. 健全な心身を育成しよう
2. 高い知性と豊かな情操を培おう
3. 社会の有為な形成者となるための諸能力を養おう

### 教育方針
1. 生徒の初志を大切にし、その目的達成を目指して鍛えの教育姿勢で、自律的・積極的生活態度の育成と個性の伸張をはかる
2. 生徒・教職員が力をあわせて、堅実に実践活動を積み重ね、目標達成の具現化に努める
3. 生徒各自の意志を尊重し一人一人まで行き届くきめ細やかな指導を旨とする

## 設置学科
- 設置学科　全日制課程
  - 普通科 一学年5クラス編成　200人

## 部活動
- 運動部

陸上競技、体操、ソフトテニス、野球、バレーボール、バスケットボール、卓球、サッカー、バドミントン、剣道、弓道、柔道、水泳、ソフトボール、山岳(現在は休部)
- 文化部

文芸、美術、音楽、家庭、吹奏楽、写真、書道、英会話

## 出身者
- 荒川詔四（ブリヂストン社長）
- 内谷重治（長井市長）
- 白岩孝夫（南陽市長）
- 高橋俊龍 （東京都副知事、東京都競馬社長、ゆりかもめ社長）
- 佐藤文隆（物理学者）
- 芳賀道也（元アナウンサー、参議院議員）
- 浜博也（演歌歌手、鶴岡雅義と東京ロマンチカ元メンバー）
- ノリアキ（ミュージシャン）
- 工藤美知尋 (戦史研究者、政治学博士)
- 紺野陽吉 (作曲家)

### 教職員等
- 芳賀秀次郎（元校長、歌人）

## 交通
- 山形鉄道フラワー長井線南長井駅より徒歩3分